# Búcsúszentlászló, Zala
Búcsúszentlászló  este un sat în districtul Zalaegerszeg, județul Zala, Ungaria, având o populație de 812 locuitori (2011). 

## Demografie
Componența etnică a satului Búcsúszentlászló
     Maghiari (98,77%)
     Alții (1,23%)
Componența confesională a satului Búcsúszentlászló
     Fără religie (2,22%)
     Reformați (1,97%)
     Necunoscută (95,07%)
     Luterani (0,74%)
Conform recensământului din 2011, satul Búcsúszentlászló avea 812 locuitori. Din punct de vedere etnic, majoritatea locuitorilor (98,77%) erau maghiari. Nu există o religie majoritară, locuitorii fiind persoane fără religie (2,22%) și reformați (1,97%). Pentru 95,07% din locuitori nu este cunoscută apartenența confesională.